# Замок Ардфіннан
Замок Ардфіннан (англ. Ardfinnan Castle, ірл. Caisleán an Ard Fhíonáin) — один із замків Ірландії, розташований в графстві Тіпперері, на берегах річки Шур, в 7 милях на захід селища Клонмел. Нині є приватним володінням і закритий для туристів.

## Історія замку Ардфіннан
Назва замку, мосту і місцевості походить від імені Святого Фіонана.
Замок був побудований для захисту мосту через річку Ардфіннан (Ард Фінонан). Замок розташований на скелястому виступі біля річки Шур біля гір Кнокмелдаун на південь та гір Галті на північний захід. Замок прямокутний у плані з квадратними вежами по кутах з укріпленими воротами.
Замок побудував у 1186 році граф Мортон для принца Англії Джона, що потім став королем Англії Джоном Безземельним. Але незабаром після побудови замок захопили ірландські вожді. Замком заволодів ірландський ватажок Дональд Мор О'Браєн. Потім замком володіли лицарі Тамплієри. Потім замок належав єпископу графства Вотерфорд. Замок став ареною боїв під час повстання за незалежність Ірландії в 1641—1652 роках. Замок штурмували англійські війська Олівера Кромвеля. Англійськими загонами, що штурмували замок командував генерал Айретон. Замок вважався неприступним, тому Айретон розташував на сусідньому пагорбі артилерію і довго і нещадно обстрілював замок і тільки після цього взяв його штурмом. Замок був сильно зруйнований. Потім замок був частково відновлений в XVIII та ХІХ століттях. Замок був у власності приватних осіб. Зокрема, млин біля замку був власністю Редмонда Мулкагі, що володів фірмою, яка виготовляла твіди, ковдри та інші вироби з шерсті.
Біля замку був жіночій монастир Кармеліток. Збереглись руїни церкви XIV століття. Збереглися кам'яні скульптури та рельєфи. Серед них одна скульптура — людина з переплетеними бородою та волоссям, складно виконана. Інша скульптура — людина з меланхолійним виразом обличчя, можливо це Тюдор Роуз.
У 1861 році замок перебував в досить поганому стані, була проведена реставрація в Вікторіанському стилі. Протягом багатьох років замок був приватною резиденцією.